# Grafton-Portrait

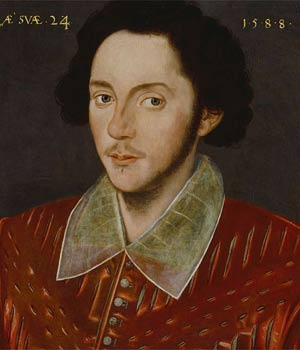
Das Grafton-Porträt

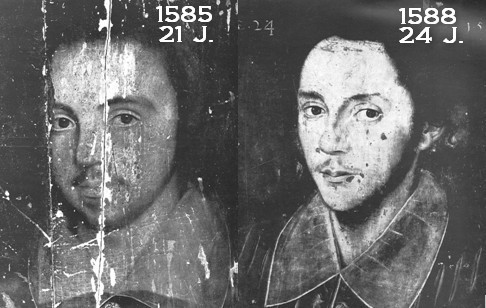
Rechte Seite: Grafton-Porträt – eine nicht sicher identifizierte Person im Alter von 24 Jahren, 1588
Linke Seite: ein noch unrestauriertes Porträt (Ausschnitt) von Christopher Marlowe im Alter von 21 Jahren, 1585

Das Grafton-Porträt ist ein Ölgemälde, das möglicherweise den 24-jährigen William Shakespeare oder Christopher Marlowe zeigt. Es schmückt aufgrund dieser Vermutung die Vorderseite verschiedener Shakespeare-Monographien. Das Bild (445 × 385 mm, Inschrift Oben links: 'AE SVAE 24[aetatis suae]'; Oben rechts '1.5.8.8') ist mit  Altersangaben eines unbekannten jungen Mannes im 24. Lebensjahr (1588) versehen.
Das Grafton-Porträt erhielt seinen Namen im frühen 20. Jahrhundert, als dessen Besitzerin 1907 Mrs. Ludgate darüber berichtete, dass es aus dem 1643 zerstörten Grafton Manor stammen müsse. Das Bild wurde in einem alten Bauernhaus in Grafton Regis wiederentdeckt, in dem die Besitzerin des zerstörten Herrenhauses gelebt haben soll. Henry Wriothesley, 3. Earl of Southampton, einer der Förderer von Shakespeare, war Ende des 16. Jahrhunderts am Kauf von Grafton Manor interessiert, so dass das Gemälde auf diesen Weg nach Grafton Manor gekommen sein könnte. 1914 wurde das Bild von Thomas Kay der John Ryland Bibliothek Manchester vermacht.
Während verschiedene Experten der Meinung des Shakespeare-Experten Peter Ackroyd, sind, dass es sich um ein Porträt des jungen William Shakespeare handelt, hat die John Ryland Universität davon Abstand genommen, in dem Mann Shakespeare zu identifizieren. Bezüglich der Authentizität von Shakespeare auf dem Grafton-Ölgemälde gibt es keine ausreichend plausiblen Indizien. Eine neunmonatige fachspezifische Analyse des Ölgemäldes (unbekannter englischer Maler des späten 16. Jahrhunderts) in der National Portrait Gallery London, die es von seinem Besitzer, der Manchester’s John Rylands Library, zur Analyse und Renovierung entliehen hatte, ergab nach Aussagen ihrer Kuratorin Tanya Cooper, dass es keinerlei Evidenz für die Annahme gibt, dass es sich um ein Porträt von Shakespeare handeln könnte.
Im Jahre 1588 könne Shakespeare nicht in der Lage gewesen sein, sich den Stil der hier abgebildeten Kleidung eines kostbaren, seidenen scharlachroten Jacketts zu leisten. Das Bild hat der Spekulation nach Art des Films Shakespeare in Love im 21. Jahrhundert Nahrung gegeben, dass es sich bei Shakespeare um ein sensitives leidenschaftliches Gesicht gehandelt habe und um einen Charakter mit einer vergleichslosen emotionalen Spannbreite.
Alles, was sich über das Grafton-Porträt mit einer gewissen Sicherheit sagen lässt, ist, dass es ein authentisches Porträt eines 24-jährigen Mannes aus der elisabethanischen Zeit aus dem Jahre 1588 zeigt und damit vom Alter der Person zu den 1564 geborenen Shakespeare und Christopher Marlowe passen würde.
Eine Ähnlichkeit von Marlowes unrestauriertem Porträt mit dem unrestaurierten Grafton-Porträt scheint vielen auffallend, was zugleich die Frage aufgeworfen hat, ob die abgebildeten Porträts nicht die gleiche Person, allerdings nicht Shakespeare, sondern Marlowe darstellen. Experten gehen davon aus, dass das Marlowe-Porträt der sog. Spanischen Schule (stärkere Licht- und Schattenbildungen) und das Grafton-Porträt der Englischen Schule um Nicholas Hilliard entstammen dürfte.
Bei Durchforstung aller im Jahre 1588 bekannt gewordenen oder erwähnten männlichen Persönlichkeiten im Alter von 24 Jahren in England erscheint es ungewöhnlich und unplausibel, in der dargestellten Person William Shakespeare aus Stratford zu vermuten, da er im Jahre 1588 weder bekannt war, noch über ihn eine irgendwie erkennbare Berechtigung zur Hervorhebung mittels eines solchen Porträts abzuleiten ist.
Anders sieht dies bei Christopher Marlowe aus, der zu diesem Zeitpunkt (1588) ein in London bereits gefeierter Dramatiker war, der den Cambridge-Universitätsgrad eines M.A. und das Patronat reicher Adeliger besaß, der sich im Zirkel der damals gehobenen Adels- und Intelligenzschicht aufhielt (School of Night) und im Dienst der Krone und ihrer Majestät über Francis Walsingham, William Cecil und Robert Cecil stand.
Auch wenn man die damals geltende „Kleiderordnung“ (Statutes of Apparel), d. h. die Unterschiede zwischen vorgeschriebener Kleidung der Unter- bzw. Ober- und Adelsschicht zu Grunde legt, würde das Grafton-Porträt eine Identität Shakespeare praktisch ausschließen, nicht aber die Marlowes, der 1588 bereits eine Ausnahmestellung einnahm.